# Ushi en Van Dijk
Ushi en Van Dijk was een programma met de verborgen camera, waarin bekende en onbekende personen in de maling worden genomen. Het programma werd van 1999 tot 2002 uitgezonden op de Nederlandse commerciële zender SBS6. Herhalingen worden sinds 2008 uitgezonden op Comedy Central Family.
De presentatie van het programma lag in handen van Wendy van Dijk. In de eerste helft van het programma neemt Wendy van Dijk samen met een bekende Nederlander een fan van deze bekende Nederlander in de maling. Het programma is echter vooral bekend geworden door de tweede helft van het programma, waarin Van Dijk het typetje "Ushi" speelt. Het typetje Ushi Hirosaki is een Japanse journaliste, die er met haar rechterhand (gespeeld door de Japans-Nederlandse acteur Hiromi Tojo) op uit trekt om nietsvermoedende (inter)nationale bekendheden voor de gek te houden. In de rol van Ushi neemt Van Dijk haar slachtoffers interviews af, waarin ze bizarre vragen stelt. Het typetje Ushi heeft een zeer beperkte Engelse woordenschat, wat vaak (dubbelzinnige) spraakverwarring oplevert. Hierdoor ontstaan komische situaties.
Later kwam er vervolgen op Ushi en Van Dijk in de vorm van het programma Ushi goes USA en Ushi & Dushi, dat vanaf 2009 werd uitgezonden.